# Sébastien Castellion
Sébastien Castellion o Châteillon (1515, Saint-Martin-du-Frêne, Savoia - 29 de desembre del 1563, Basilea) fou un humanista, biblista i teòleg protestant francès.

## Biografia
És possible que la seva família fos d'origen valdès, atès que al segle xiii deixebles de Valdès de Lió procedents de Lió s'havien refugiat a la regió de Bugey.
El 1535 Castellion ingressà al Col·legi de la Trinitat de Lió, on conegué obres dels humanistes de l'època i les Institucions Cristianes de Jean Cauvin, i s'adherí a les idees de la Reforma Protestant.
El 540 viatjà a Estrasburg per reunir-se amb Cauvin, i després se n'anà amb ell a Ginebra. Allà fou designat director del Collège de Rive. Castellion es distingí aleshores per les seves innovacions pedagògiques i publicà els Dialogues Sacrés, una selecció de la Bíblia que fou reimpresa per tot Europa.
Sostingué posteriorment fortes divergències teològiques respecte de Cauvin, car Castellion no compartia gens la teoria de la predestinació calvinista i opinava que l'origen del Càntic dels Càntics era un poema eròtic. Per completar, Cauvin acusà Castellion d'haver denigrat la imatge del clero, per cridar els líders eclesiàstics a l'autoexamen. Aquestes divergències li impediren el 1544 exercir com a pastor.
Hagué, doncs, d'abandonar Ginebra, i es desplaçà a Basilea, on al començament patí una situació de pobresa extrema. Més endavant aconseguí una feina com a corrector d'impremta, després com a lector de grec i finalment fou nomenat professor de la Universitat de Basilea.

## Llibertat de consciència
El 1554, amb el pseudònim de Martinus Bellius, publicà De haerectis an sint persequendi, un atac frontal a la tesi segons la qual els heretges han de ser executats, obra que l'enfrontà definitivament amb Cauvin i que fou traduïda a diverses llengües. Castellion reaccionava amb aquest llibre a l'execució de Miquel Servet pels calvinistes a Ginebra el 27 d'octubre del 1553: «Matar un home no és defensar una doctrina, és matar un home. Quan els ginebrins executaren Servet, no defensaren una doctrina, mataren un ésser humà; no es fa professió de fe cremant un home, sinó fent-se estimar per ella», i hi afegí «Buscar i dir la veritat, tal com es pensa, no pot ser mai un delicte. A ningú se l'ha d'obligar a creure. La consciència és lliure».
A De haerectis presentà una antologia de texts de Pares de l'Església, com Lactanci, Sant Joan Crisòstom, Sant Jeroni, Sant Ambròs i Sant Agustí contra l'execució d'heretges. Afegí les opinions d'Erasme de Rotterdam i de diversos protestants.
Defensà els heretges com "aquells que no estan d'acord amb la nostra opinió". Afirmà que els cristians que s'enganyen a si mateixos, fins al punt de justificar la persecució religiosa, són pitjors que qualsevol a qui pretenguin "convertir". Reclamà la llibertat de culte universalment: "que els jueus o els turcs no condemnin els cristians, i que tampoc els cristians no condemnin els jueus o els turcs... i nosaltres, els que ens anomenem cristians, no ens condemnem tampoc els uns als altres... Una cosa és certa: que com més coneix un humà la veritat, menys inclinat es troba a condemnar".
Théodore de Bèze, lloctinent de Cauvin, respongué al llibre de Castellion amb El càstig dels heretges pels magistrats i el propi Cauvin amb Defensa de la fe contra els errors de Miquel Servet. Després aconseguiren que a Basilea s'hi prohibís la publicació de la rèplica de Castellion, Contra libellum Calvini, alhora que feren diverses gestions per aconseguir que Castellion fos acomiadat del seu càrrec a la universitat, on, altrament, es consolidà un cercle acadèmic al voltant seu, integrat per diversos erudits. A Berna tingué lloc, el 1555, un debat públic sobre l'execució d'heretges.
El 1560 es deslliurà la primera de les vuit onades successives de guerres religioses a França, i aleshores Castellion publicà Conseil à la France désolée reclamant la tolerància i anunciant, amb trenta anys d'anticipació, la solució que donaria l'Edicte de Nantes: "dues religions per a un regne".

## Reconstruccions del Temple de Jerusalem
La seva edició de la Bíblia incloïa uns gravats interessants del Tabernacle del Desert, el Temple de Salomó i el Temple de Jerusalem:

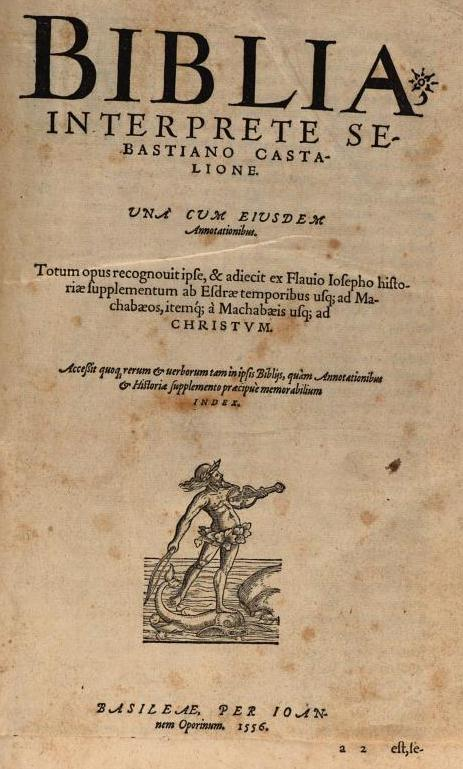
Portada de la Bíblia interpretada per Castellion
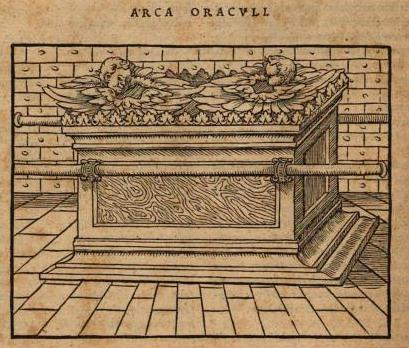
Arca de l'Aliança
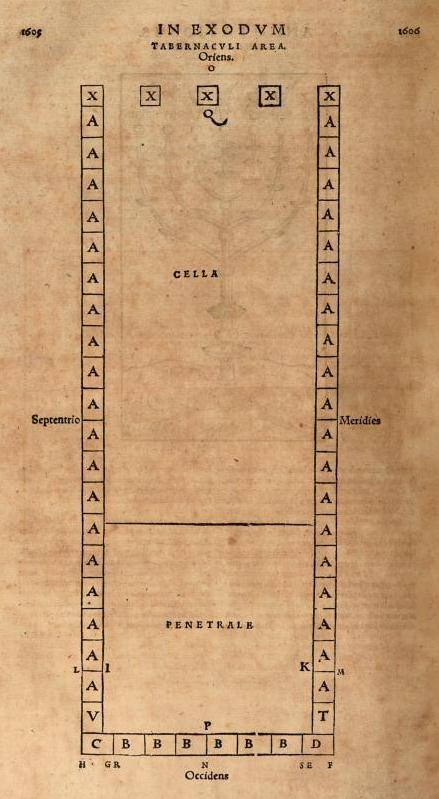
Tabernacle
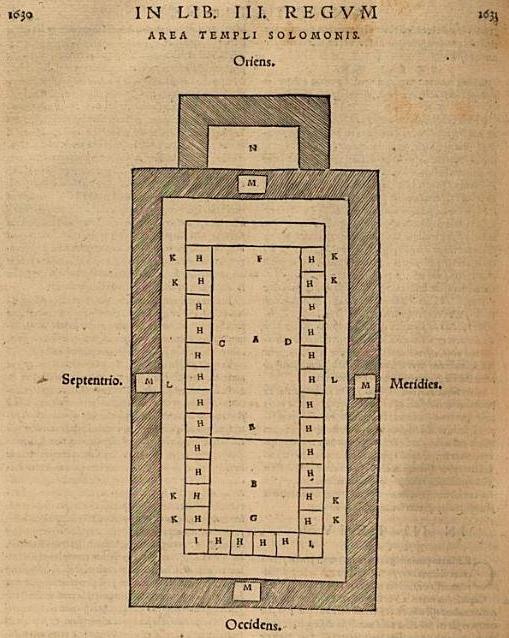
Temple de Salomó
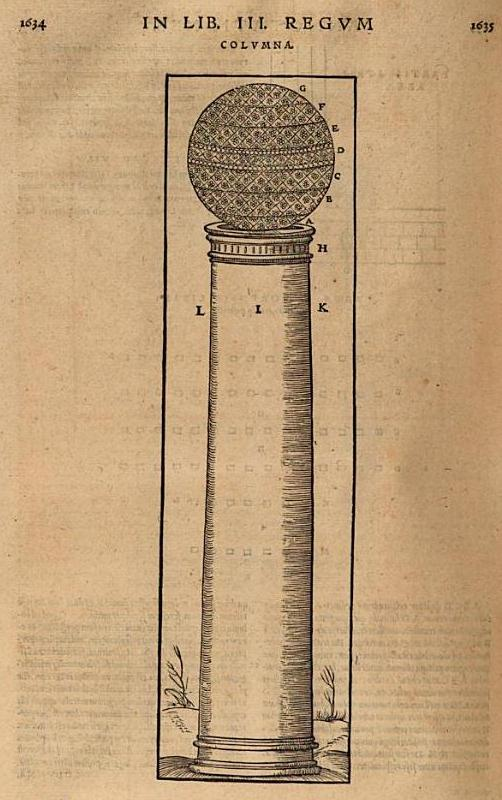
Columna del Temple
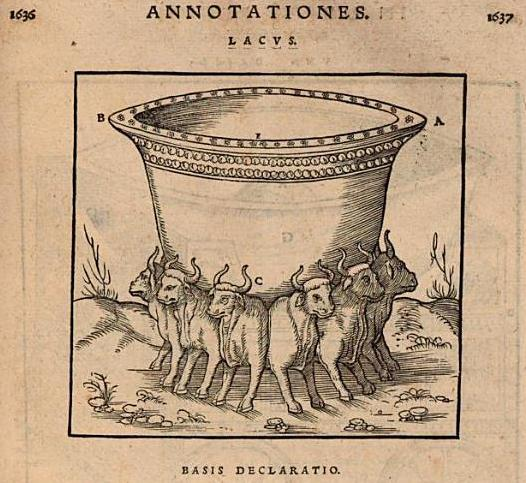
Mar de bronze
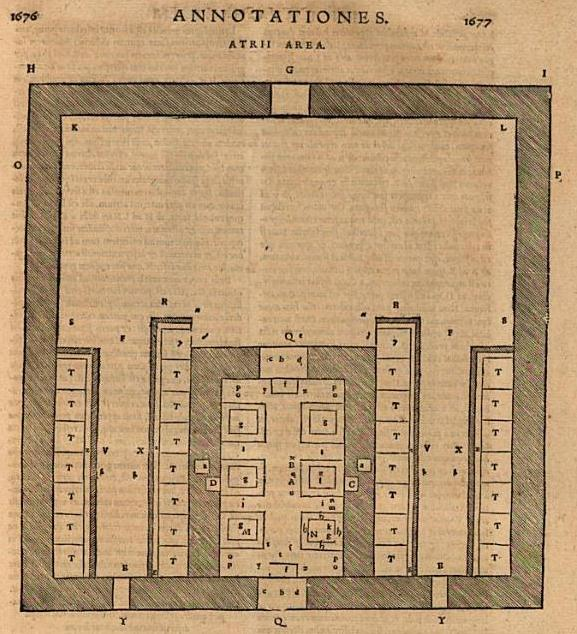
Accessos al Temple d'Ezequiel
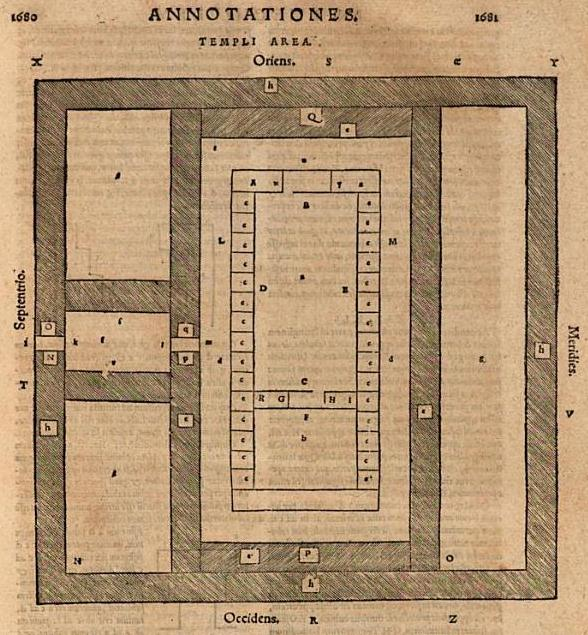
Santuari del Temple d'Ezequiel
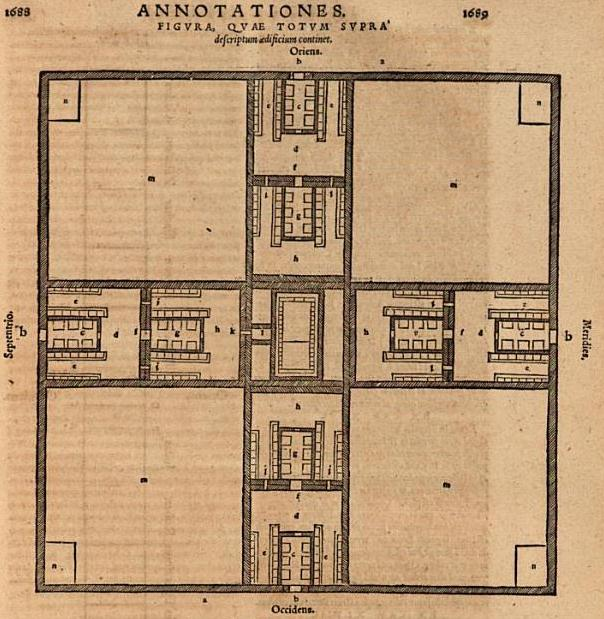
Planta del Temple d'Ezequiel